# マーク・ゼプチンスキー
マーク・ウォルター・ゼプチンスキー（Marc Walter Rzepczynski, 1985年8月29日 - ）は、アメリカ合衆国イリノイ州クック郡オーク・ローン出身のプロ野球選手（投手）。左投左打。愛称はスクラブル(Scrabble)、ゼップ(Zep)。
Rzepczynskiという姓はポーランド系であり、アメリカ合衆国では非常に珍しい。最初のRは発音せず、「Zep-CHIN-ski」と発音する。メジャーデビュー時のブルージェイズの監督だったシト・ガストンも当初は読み方がわからず、その後も正しいスペルを覚えるのに手間取ったと語っている。

## 経歴

### プロ入り前
カリフォルニア州アナハイムのサーバイト高等学校を卒業後、カリフォルニア大学リバーサイド校に進学。大学時代は3年目までは平凡な成績だったが、最終シーズンで一気に成績が向上した。

### プロ入りとブルージェイズ時代
2007年のMLBドラフト5巡目（全体175位）でトロント・ブルージェイズから指名され、プロ入り。傘下のA-級オーバーン・ダブルデイズでプロデビューし、5勝0敗・防御率2.70の好成績を残す。
2008年はA+級ダニーデン・ブルージェイズで1年間先発ローテーションを守り、防御率2点台の安定した成績を残した。
2009年はAA級ニューハンプシャー・フィッシャーキャッツからスタートし、6月にAAA級ラスベガス・フィフティワンズへ昇格。マイナーで16試合、88回を投げ、防御率2.65、104奪三振と活躍し、怪我で離脱したスコット・リッチモンドに代わる先発要員として7月6日にメジャー昇格を果たした。7月7日のタンパベイ・レイズ戦でメジャー初登板初先発、6回2安打1失点と好投するも、勝ち負けは付かなかった。ブルージェイズの先発投手陣に故障が相次いだため、ゼプチンスキーは2009年のブルージェイズで6人目の新人投手、12人目の先発投手となった。これはいずれも球団史上最多であった。7月18日のボストン・レッドソックス戦でメジャー初勝利。その後は故障者続出のため新人投手が主体となった先発ローテーションに定着し、11試合に先発して2勝4敗ながらも、安定した投球で7度のクオリティ・スタート（QS）を達成した。8月16日以降は4試合連続でQSを達成していたが、マイナーでの88イニングと合わせて年間投球回数が149.1に達し、新人のゼプチンスキーに対して球団が定めた制限回数（150）に近づいたため、9月1日のテキサス・レンジャーズ戦がシーズン最終登板となった。
2010年では前年度メジャーで防御率3点台という好成績を残したためローテーションの一角を担うことを期待されたが、スプリングトレーニング中の試合で中指を骨折し開幕を故障者リストで迎えた。AAA級ラスベガスで調整を続け、夏場からメジャーに復帰したが、防御率は前年度より1点以上悪化した。
オフにはアリゾナ秋季リーグに登板。6試合に先発し防御率1.16と好投した。

### カージナルス時代

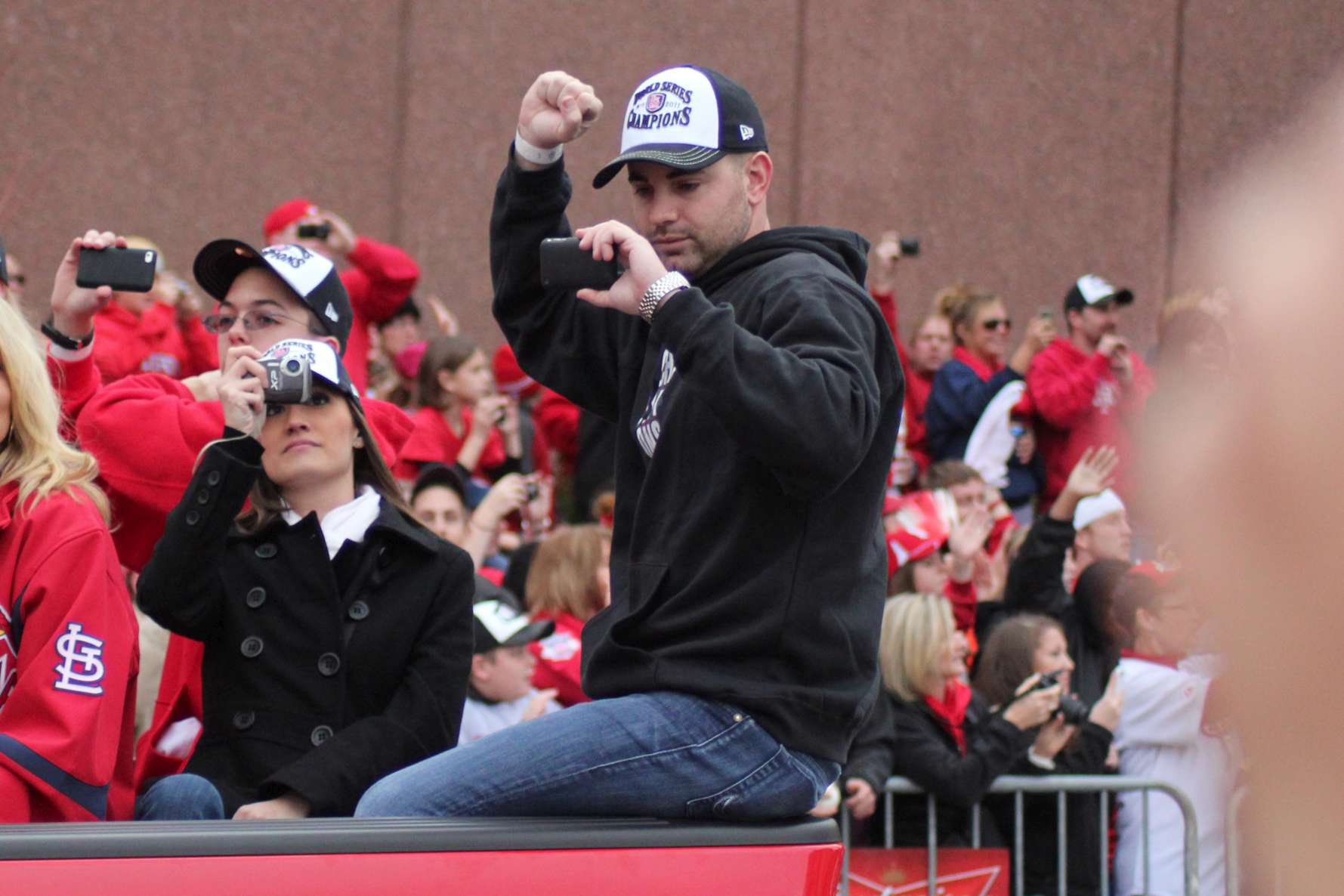
2011年ワールドチャンピオンのパレード

2011年7月27日にブルージェイズ、シカゴ・ホワイトソックス、セントルイス・カージナルス間での三角トレードで、カージナルスに移籍した。

### インディアンス時代
2013年7月30日にトレードで、クリーブランド・インディアンスへ移籍。
2014年1月17日にインディアンスと137万5000ドルの1年契約に合意した。
2015年1月15日に球団と年俸調停を回避し、1年契約・総額240万ドルで契約を結んだ。

### パドレス時代
2015年7月31日にエイブラハム・アルモンテとのトレードで、サンディエゴ・パドレスへ移籍した。背番号は45と決まった。

### アスレチックス時代
2015年12月2日にドリュー・ポメランツ、ホセ・トーレス及び後日発表選手とのトレードで、ヨンダー・アロンソと共にオークランド・アスレチックスへ移籍した。

### ナショナルズ時代
2016年8月25日にマックス・シュロックとのトレードで、ワシントン・ナショナルズへ移籍した。オフの11月3日にFAとなった。

### マリナーズ時代
2016年12月3日にシアトル・マリナーズと2年1100万ドルで契約した。
2018年は開幕から18試合に登板して防御率9.39と結果を残せず、6月1日にDFA、6日に自由契約となった。

### インディアンス復帰
2018年6月18日にインディアンスとマイナー契約を結び、傘下のAAA級コロンバス・クリッパーズへ配属された。7月1日にメジャー契約を結んでアクティブ・ロースター入りした。7月11日にDFA、18日にマイナー契約でAAA級コロンバスへ配属された後、19日にFAとなった。

### インディアンス退団後
2019年2月8日にアリゾナ・ダイヤモンドバックスとマイナー契約を結び、スプリングトレーニングに招待選手として参加したが、メジャー昇格はならず3月31日に自由契約となった。6月24日に再びダイヤモンドバックスとマイナー契約を結んだが8月25日に自由契約となった。
2020年2月24日にトロント・ブルージェイズとマイナー契約を結び、スプリングトレーニングに招待選手として参加することになった。新型コロナウイルスの感染拡大のためマイナーリーグの開催が中止となったため、公式戦に出場することなく、7月18日に自由契約となった。
2021年はいずれの球団にも所属しなかったが、5月に東京オリンピック野球競技アメリカ大陸予選のアメリカ合衆国代表に選出された。本選の代表メンバーには選出されなかった。
2022年3月16日にアメリカ独立リーグ・アトランティックリーグのランカスター・バーンストーマーズと契約した。

## 投球スタイル
スリークォーターから2種類の速球（球速は平均80mph後半）、スライダーを中心に三振を多く奪う投球スタイル。チェンジアップも投げるが、投球の大部分は速球とスライダーで組み立てている。マイナー時代には投球回数を超える奪三振数を記録している。メジャー1年目となった2009年も、61イニングで60奪三振を記録した。

## 詳細情報

### 年度別投手成績
| 年 度     | 球 団     | 登 板 | 先 発 | 完 投 | 完 封 | 無 四 球 | 勝 利 | 敗 戦 | セ 丨 ブ | ホ 丨 ル ド | 勝 率 | 打 者 | 投 球 回 | 被 安 打 | 被 本 塁 打 | 与 四 球 | 敬 遠 | 与 死 球 | 奪 三 振 | 暴 投 | ボ 丨 ク | 失 点 | 自 責 点 | 防 御 率 | W H I P |
| --------- | --------- | ----- | ----- | ----- | ----- | -------- | ----- | ----- | -------- | ----------- | ----- | ----- | -------- | -------- | ----------- | -------- | ----- | -------- | -------- | ----- | -------- | ----- | -------- | -------- | ------- |
| 2009      | TOR       | 11    | 11    | 0     | 0     | 0        | 2     | 4     | 0        | 0           | .333  | 261   | 61.1     | 51       | 7           | 30       | 0     | 1        | 60       | 4     | 1        | 27    | 25       | 3.67     | 1.32    |
| 2010      | TOR       | 14    | 12    | 0     | 0     | 0        | 4     | 4     | 0        | 2           | .500  | 287   | 63.2     | 72       | 8           | 30       | 1     | 5        | 57       | 4     | 1        | 37    | 35       | 4.95     | 1.60    |
| 2011      | TOR       | 43    | 0     | 0     | 0     | 0        | 2     | 3     | 0        | 10          | .400  | 158   | 39.1     | 28       | 2           | 15       | 0     | 3        | 33       | 5     | 0        | 16    | 13       | 2.97     | 1.09    |
| 2011      | STL       | 28    | 0     | 0     | 0     | 0        | 0     | 3     | 0        | 8           | .000  | 98    | 22.2     | 22       | 1           | 11       | 1     | 1        | 28       | 1     | 0        | 11    | 10       | 3.97     | 1.46    |
| '11計     | STL       | 71    | 0     | 0     | 0     | 0        | 2     | 6     | 0        | 18          | .250  | 256   | 62.0     | 50       | 3           | 26       | 1     | 4        | 61       | 6     | 0        | 27    | 23       | 3.34     | 1.23    |
| 2012      | STL       | 70    | 0     | 0     | 0     | 0        | 1     | 3     | 0        | 18          | .250  | 196   | 46.2     | 46       | 7           | 17       | 2     | 0        | 33       | 3     | 0        | 22    | 22       | 4.24     | 1.35    |
| 2013      | STL       | 11    | 0     | 0     | 0     | 0        | 0     | 0     | 0        | 0           | ----  | 50    | 10.1     | 16       | 1           | 4        | 1     | 1        | 9        | 0     | 0        | 9     | 9        | 7.84     | 1.94    |
| 2013      | CLE       | 27    | 0     | 0     | 0     | 0        | 0     | 0     | 0        | 6           | ----  | 79    | 20.1     | 11       | 1           | 6        | 2     | 3        | 20       | 0     | 0        | 4     | 2        | 0.89     | 0.84    |
| '13計     | CLE       | 38    | 0     | 0     | 0     | 0        | 0     | 0     | 0        | 6           | ----  | 129   | 30.2     | 27       | 2           | 10       | 3     | 4        | 29       | 0     | 0        | 13    | 11       | 3.23     | 1.21    |
| 2014      | CLE       | 73    | 0     | 0     | 0     | 0        | 0     | 3     | 1        | 14          | .000  | 196   | 46.0     | 42       | 1           | 19       | 3     | 3        | 46       | 2     | 0        | 19    | 14       | 2.74     | 1.33    |
| 2015      | CLE       | 45    | 0     | 0     | 0     | 0        | 2     | 3     | 0        | 12          | .400  | 94    | 20.1     | 23       | 1           | 10       | 3     | 1        | 24       | 1     | 0        | 15    | 10       | 4.43     | 1.62    |
| 2015      | SD        | 27    | 0     | 0     | 0     | 0        | 0     | 1     | 0        | 4           | .000  | 17    | 14.2     | 17       | 2           | 4        | 1     | 2        | 17       | 1     | 0        | 14    | 12       | 7.36     | 1.43    |
| '15計     | SD        | 72    | 0     | 0     | 0     | 0        | 2     | 4     | 0        | 16          | .333  | 158   | 35.0     | 40       | 3           | 14       | 4     | 3        | 41       | 2     | 0        | 29    | 22       | 5.56     | 1.54    |
| 2016      | OAK       | 56    | 0     | 0     | 0     | 0        | 1     | 0     | 0        | 6           | 1.000 | 169   | 36.0     | 38       | 1           | 24       | 6     | 2        | 37       | 5     | 0        | 14    | 12       | 3.00     | 1.72    |
| 2016      | WSH       | 14    | 0     | 0     | 0     | 0        | 0     | 0     | 0        | 5           | ----  | 46    | 11.2     | 8        | 0           | 5        | 2     | 2        | 9        | 0     | 0        | 3     | 2        | 1.54     | 1.11    |
| '16計     | WSH       | 70    | 0     | 0     | 0     | 0        | 1     | 0     | 0        | 11          | 1.000 | 215   | 47.2     | 46       | 1           | 29       | 8     | 4        | 46       | 5     | 0        | 17    | 14       | 2.64     | 1.57    |
| 2017      | SEA       | 64    | 0     | 0     | 0     | 0        | 2     | 2     | 1        | 20          | .500  | 261   | 31.1     | 29       | 2           | 20       | 5     | 1        | 25       | 3     | 0        | 16    | 14       | 4.02     | 1.56    |
| 2018      | SEA       | 18    | 0     | 0     | 0     | 0        | 0     | 1     | 0        | 3           | .000  | 47    | 7.2      | 13       | 2           | 9        | 2     | 0        | 10       | 1     | 0        | 11    | 8        | 9.39     | 2.87    |
| 2018      | CLE       | 5     | 0     | 0     | 0     | 0        | 0     | 0     | 0        | 2           | .---  | 10    | 2.2      | 3        | 0           | 1        | 0     | 0        | 1        | 0     | 0        | 0     | 0        | 0.00     | 1.50    |
| '18計     | CLE       | 23    | 0     | 0     | 0     | 0        | 0     | 1     | 0        | 5           | .000  | 57    | 11.1     | 16       | 2           | 10       | 2     | 0        | 11       | 1     | 0        | 11    | 8        | 6.97     | 2.52    |
| MLB：10年 | MLB：10年 | 506   | 23    | 0     | 0     | 0        | 14    | 27    | 2        | 110         | .341  | 1892  | 434.2    | 419      | 36          | 205      | 29    | 25       | 409      | 30    | 2        | 218   | 188      | 3.89     | 1.44    |

- 2018年度シーズン終了時

### 背番号
- 34（2009年 - 2013年7月29日）
- 35（2013年7月30日 - 2015年7月30日、2016年 - 同年途中）
- 45（2015年7月31日 - 同年終了）
- 23（2016年途中 - 同年終了）
- 25（2017年 - 2018年5月31日）
- 33（2018年7月1日 - 7月10日）